# Художественный музей Род-Айлендской школы дизайна
Художественный музей Род-Айлендской школы дизайна (англ. Museum of Art, Rhode Island School of Design; сокр. RISD Museum) — культурное учреждение США, расположенное в городе Провиденсе, штат Род-Айленд.

## История
Музей был основан вместе с образованием Род-Айлендской школы дизайна в 1877 году. Является 20-м по величине художественным музеем в США.
В сентябре 2008 года для широкой публики было открыто новое здание к музею. Спроектированный лауреатом Притцкеровской премии испанским архитектором Рафаэлем Монео, Chace Center соединяет четыре прежних здания музея стеклянным переходом. Центр стоимостью 34 миллиона долларов был построен на бывшей автостоянке и назван в честь Малкольма и Беатрис Чейсов (Malcolm and Beatrice Oenslager Chace). Этот центр стал главным входом в музей и включает в себя аудиторию, выставочные и классные помещения, а также сувенирный магазин.

## Коллекция

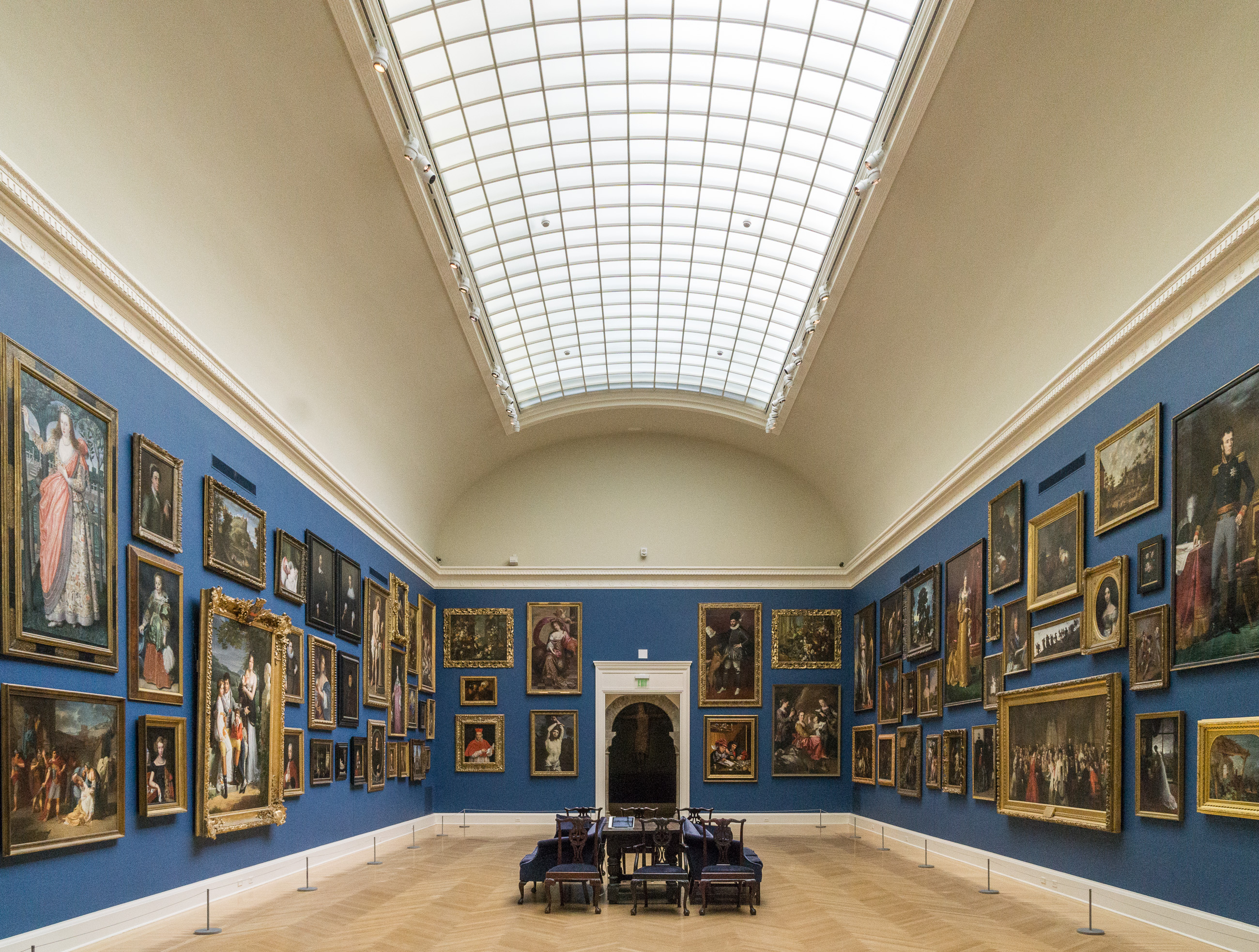
Один из залов музея

В собрании Музея Род-Айлендской школы дизайна насчитывается порядка 100 000 экспонатов, представляющих широкий художественный спектр живописных и скульптурных работ со всего мира, включая Древний Египет, Древнюю Грецию и Древний Рим, а также Азию, Африку, Европу и Америку.
В музее имеются предметы декоративного искусства, костюмы и текстиль, печатные издания, рисунки и фотографии.